# Stade Français Paris
El Stade Français Paris es un club de rugby francés establecido en París. Es el resultado de la fusión de las secciones de rugby de los clubes polideportivos parisinos del Stade Français y del CASG Paris (Club Athlétique des Sports Généraux), en 1995. Adquirió un estatus de sociedad anónima con consejo de administración, adaptado al rugby profesional, por oposición a la asociación ley de 1901 Stade Français que se mantuvo como un club polideportivo.

## Historia

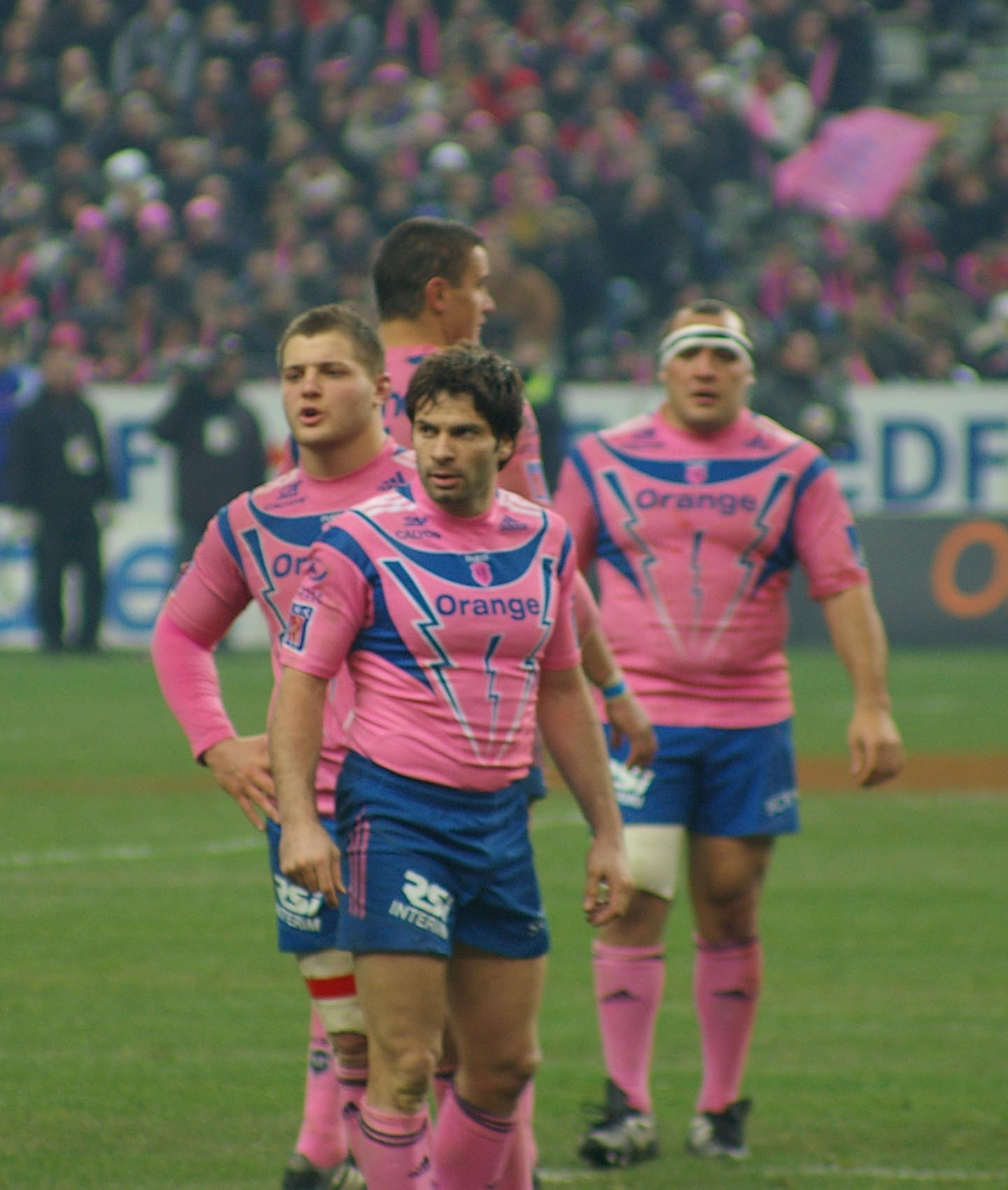
El jugador emblemático del club Christophe Dominici.

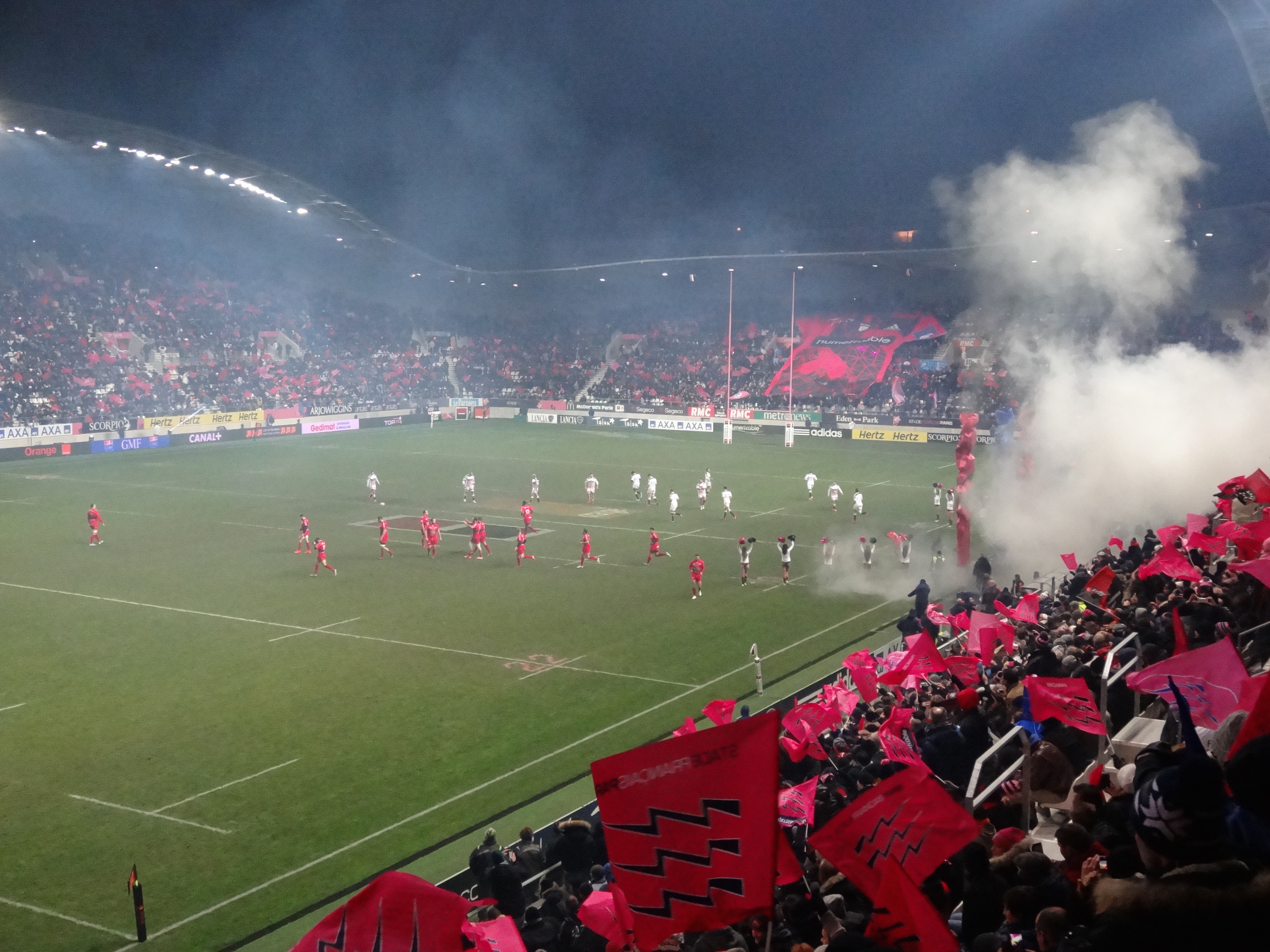
Hinchas del Stade Français Paris, en el Stade Jean Bouin.

El Stade Français es una institución deportiva fundada en 1883 durante debates en el café Le Procope entre alumnos del instituto Saint-Louis, boulevard Saint-Michel en París. Se trataba entonces de practicar deporte, particularmente carrera pedestre pero, rápidamente, algunos estudiantes de secundaria se interesan por el “rugby fútbol” practicado por estudiantes británicos de París, que se convierte en la disciplina estrella del club. Evidentemente, dadas sus condiciones de creación, el Stade “Français” no es, en sus inicios, un club popular. En efecto, los institutos tienen entonces un alumnado fuertemente burgués y sobre todo aristocrático, tal como lo demuestran las composiciones de equipos de la época (siete jugadores con un apellido con partícula juegan la primera final del campeonato, 4 en el Racing Club de France y 3 en el Stade Français), lo que sin duda explica parcialmente este entusiasmo por una disciplina practicada por los británicos de la alta sociedad a los que entonces estaba bien visto imitar. Georges Pastre también atribuye este interés de los jóvenes estudiantes de secundaria al hecho de que el rugby “pronto le pareció el deporte más intelectual de todos”
Los primeros encuentros se disputan contra estos británicos de París, y serían ellos quienes habrían unido el adjetivo “Français” al nombre de “Stade”, elegido por los estudiantes en homenaje a los atletas de la antigüedad. El Stade ficha incluso a varios británicos, como C. Heywood, profesor en el instituto Buffon y medio de apertura, que será el capitán del equipo vencido por el Racing Club de France en la primera final de 1892.
El Stade es el primer club francés que participa solo en un partido de rugby internacional en 1892 en Londres, contra el Rosslyn Park. El 28 de marzo de  1894, el Stade Français se enfrenta a este equipo de Rosslyn Park en Bécon-les-Bruyères, para una primera victoria de Francia contra un equipo no francés, con una puntuación de 9 a 8. El capitán era entonces Louis Dedet. En 1892, el club estudiantil del Paris FC también recibió al Rosslyn Park, pero fue derrotado.
Entre 1893 y 1908, los Stadistes fueron ocho veces campeones de Francia. El club disputó la final del campeonato de 1927, pero tuvo que esperar 90 años antes de recuperar el título nacional. El club desciende por primera vez a Segunda División en 1947 y asciende inmediatamente, pero solo para la temporada 1948-1949 que se salda con un empate, nueve derrotas y ninguna victoria. Después se mantiene en segunda y tercera división hasta comienzos de los años 1990. El Stade français aporta muchos internacionales a los primeros equipos de Francia. Cinco de ellos participan en el primer partido de la Selección de Rugby de Francia, disputado el 1 de enero 1906 contra los All Blacks, entre ellos Henri Amand que se convierte en el primer capitán de la historia del rugby francés. En total, más de cincuenta Stadistes llevarán la camiseta de la selección de rugby de Francia. El 10 agosto  de 1960, durante la tercera vuelta de la selección de rugby de Francia en América del Sur, el club juega un partido amistoso por primera vez contra una selección nacional (Francia A) en Santiago de Chile, que pierde 6 a 55.

### El período moderno: resultados deportivos
En 1992, el Stade Français es adquirido por Max Guazzini, uno de los fundadores de la emisora de radio NRJ de la que por entonces era vicepresidente y director general de programas. Este apasionado del rugby, originario del sudeste y jurista de formación, decide relanzar en París el rugby de club de alto nivel, que sufría las decepciones del Racing Club de France. El club estaba entonces en Segunda División. Inyecta dinero, lo reestructura y en 1995 provoca la fusión de la sección rugby del Stade Français con la del CASG Paris, por entonces en grupo B y arrendatario del Stade Jean Bouin, lugar que sigue siendo propiedad del Ayuntamiento de París, y organizador del desafío con el mismo nombre durante sus últimos años. Su primer golpe maestro es la contratación como entrenador de Bernard Laporte, que por entonces entrenaba al Stade Bordelais. Con él a la cabeza, el club supera cada año un nivel: Grupo B en 1995, después Grupo A2 en 1996 y más tarde Grupo A1 de primera división en 1997. Desde su primera temporada al más alto nivel, el Stade français es proclamado campeón de Francia en la primera final disputada en el Estadio de Francia, al derrotar al USAP en 1998.
Consigue otros cinco títulos nacionales (2000, 2003, 2004, 2007 y 2015), y disputa otras tres finales perdidas: dos en 2005 después de prórrogas, una nacional, contra el Biarritz, la otra europea, contra el Stade toulousain, y otra en Copa de Europa (2001) -indiscutiblemente el “Grial” del club- contra el Leicester. El título de 2000 llega en extrañas circunstancias. Como los jugadores no se llevaban bien con el entrenador de entonces, Georges Coste, fomentaron un “golpe de estado” que se saldó con la renuncia del catalán en mayo. Es virtualmente sin entrenador como llegan a la final, aunque Fabrice Landreau tomó las riendas técnicas del equipo y Bernard Laporte reconoció más tarde haber seguido al equipo a petición de Max Guazzini.
El australiano John Connolly, futuro entrenador en jefe de los Wallabies, lleva al Stade a la final de la Copa de Europa en 2001. Fue sustituido en 2002 por el sudafricano Nick Mallett, exjugador de Saint-Claude y del ACBB que hizo ascender a Primera división, y exentrenador de los Springboks que llevó a una serie récord de 17 victorias consecutivas en 1997 y 1998. Fue el origen de dos nuevos títulos nacionales consecutivos en 2003 y 2004. Le sucede el excapitán de la Selección de rugby de Francia y del club, Fabien Galthié. Bajo su dirección, desde su primer año como entrenador, el Stade juega dos nuevas finales, en Copa de Europa contra el Stade toulousain (derrota después de prórrogas 12-18) y en campeonato contra el Biarritz olympique (también derrota 34-37 después de prórrogas). En 2005-06, el club es eliminado durante la fase de grupos de la Copa de Europa, y después es derrotado en semifinal del campeonato de Francia contra Toulouse (9-12).
En 2007, después de una nueva desilusión en Copa de Europa (derrota de un punto en el campo del Leicester, futuro finalista, en cuartos de final), el Stade recupera un título al ganar el campeonato de Francia contra el ASM Clermont Auvergne (23-18). Afectados por las lesiones durante toda la temporada (con hasta quince jugadores lesionados al mismo tiempo), los parisinos consiguen la proeza de mantenerse a la cabeza del campeonato desde el primer hasta el último día, antes de vencer a Biarritz doble campeón en semifinal y después a Clermont, ganador de la Copa Desafío Europeo de Rugby 15 días antes y con toda su plantilla. La final valdrá la pena por la expectación de ver cómo el ganador cambia cuatro veces durante el último cuarto de hora, y el Stade marcó el try decisivo a tres minutos del final gracias a Radike Samo.
Este título, el decimotercero, marca el fin de una época para el stade. En efecto, muchos jugadores emblemáticos de la última década se retiran (Pieter de Villiers, Christophe Dominici, David Auradou, Augustin Pichot, Mathieu Blin) o abandonan el club (Fabien Galthié, Juan Martín Hernández, Sylvain Marconnet, Rémy Martin) en las temporadas siguientes. Aunque el club consigue clasificarse para las semifinales (las dos perdidas) en las temporadas 2007/2008 y 2008/2009, las cuatro siguientes son muy decepcionantes, porque el club no logra llegar a las fases finales del Top 14. Sin embargo, en 2011 y 2013, los parisinos consiguen clasificarse para la final de la Copa Desafío Europeo de Rugby, pero pierden en ambas ocasiones, 19 a 18 contra los Harlequins en la edición 2011 y 34 a 13 contra el Leinster en 2013.
Después de estos duros años de problemas deportivos y financieros, la temporada 2013-2014 marca el inicio del regreso al primer plano del Stade Français Paris gracias a una política de confianza en los jóvenes que finalmente comienza a dar sus frutos, unida al deseo de apostar por la continuidad a nivel de la plantilla. Símbolos de la renovación del club, Plisson, Bonneval, Slimani y Flanquart dan sus primeros pasos en la selección de rugby de Francia y el club se muestra finalmente capaz de rivalizar con los campeones y volver las fases finales del Top 14 por primera vez desde 2009. Sin embargo líder en la 18a jornada, debilitado por los dobletes y con un banquillo menos rico que sus adversarios, París experimentará un final de temporada muy decepcionante y terminará a tan sólo un punto del sexto, último clasificado en descenso.
Pero los jugadores no tendrán el mismo destino en la temporada siguiente, 2014/2015, cuando vuelven finalmente a las fases finales y la clasificación para la Copa de Campeones Europea de Rugby (ERCC). El año también estuvo marcado por la salida de dos jugadores emblemáticos: el medio de melé Jérôme Fillol y el tercera línea Pierre Rabadan (17 años en el club, de los cuales 14 temporadas profesionales).
El Stade Français Paris vence al Racing Métro y al Rugby club toulonnais (sin embargo campeón de Francia y triple campeón de Europa titular) respectivamente en descenso y en semifinal antes de conseguir finalmente el 14o Brennus de su historia contra el ASM Clermont Auvergne, al igual que en 2007. También el club se compromete con donaciones benéficas para los sectores más vulnerables de la población de Francia.

### El periodo moderno: apoyo popular, estadio y comunicación

#### Era Max Guazzini
Cuando se convierte en presidente, Max Guazzini sabe que hay que hacer que se hable de su club para que se desarrolle en una ciudad tan anónima como París, donde vive una población poco aficionada al rugby en su mayoría, y que ni siquiera tiene un club al que vincularse. Poco a poco, gracias a “golpes mediáticos”, rodeándose de resultados deportivos excepcionales sin los cuales nada hubiera sido posible, el club se construye y se arraiga.
Comprendiendo que los parisinos son difíciles de fidelizar, Max Guazzini intenta primero un nuevo enfoque de tarifas para atraer a los aficionados. En 1996, mientras el Stade evoluciona en el grupo A2, abre gratuitamente el Jean-Bouin. 7.000 espectadores asistieron a encuentros contra Lourdes o Valence-d’Agen. Más tarde, las mujeres podrán entrar sin pagar a algunos partidos. En aquella época afirmó: “En París, nunca un club ha vendido muchas entradas. Ni siquiera cuando el Racing era campeón de Francia titular, o estaba a punto de serlo. Yo prefiero tener 7.000 personas felices en nuestro estadio que 200 que traen un puñado de francos. Es una cuestión de filosofía.” “En Ile-de-France tenemos más del 20% de la población de nuestro rugby y no me parece normal que los estadios estén vacíos. ¡Esto no podía durar más!” 
Paralelamente la cuestión de las tarifas, Max Guazzini contempla el partido como el elemento principal de una salida en familia y trabaja la animación antes, durante y después del partido: animadoras, música, canciones publicitarias que acompañan los puntos marcados, campanas que suenan al final de cada descanso, coche teledirigido que lleva el tee al lanzador, himno del club estimulante (I Will Survive de Gloria Gaynor, mucho antes de que fuera adoptado por la selección de fútbol de Francia) etc. Hombre de mundo del espectáculo, contrata a Mathilda May, Madonna y Naomi Campbell como madrinas. Esta estrategia se dirige abiertamente al público femenino y familiar y funciona porque, a partir de entonces, muchas mujeres y niños componen el público del club.
El calendario de los Dievx dv Stade, en el que jugadores famosos posan para desnudos fotográficos en blanco y negro, fue noticia desde su primera publicación en 2001. En cierto sentido, es el símbolo del espíritu del club, al mezclar innovación, una pizca de provocación y un poco de negocio.
Como todos los grandes clubes deportivos, el Stade français también es una empresa. El club promueve la marca Stade Français Paris a través de una línea de ropa y de objetos derivados de todo tipo. Desde 2005, la estrella de la colección es la camiseta rosa, color considerado en las antípodas de la virilidad mostrada por los jugadores de rugby, que desconcierta al mundo del rugby en septiembre de 2005, cuando los jugadores del primer equipo del club la llevan en un partido de campeonato en Perpiñán. A pesar de la derrota deportiva, el Stade français experimenta un increíble éxito comercial. En 2005-2006 se venden 20.000 ejemplares de la camiseta creada por Adidas. Al año siguiente, se lanzan dos nuevas camisetas diseñadas por Adidas: una rosa y otra azul marino adornada con lirios rosas (y no con flores de lis, con una connotación heráldica) (ver la foto). El motivo del lirio se adapta para una carcasa para teléfonos móviles5. El objetivo del club para 2006-2007 es vender un total de 100.000 camisetas.
A los críticos que afirman que desnaturaliza el rugby con sus “provocaciones” y su insistencia sobre la comunicación, particularmente a los que se declaran garantes del espíritu tradicional del deporte, Max Guazzini responde que es necesario, porque para que el rugby se convierta en un deporte realmente popular y nacional debe ir más allá de su público natural: “La comunicación no debe dirigirse a los iniciados. No es a ellos a quienes hay que seducir, es a los demás. Hay que captar el interés de todos los que no conocen el rugby. O lo conocen mal... O no lo suficiente... Hace falta una mirada sin ideas preconcebidas. [...] El rugby ya no es un deporte amateur. [...] Hay que ser creativo. (…) Los iniciados que hablan a los iniciados, es muy poco para mí.” Hablando de las recepciones posteriores al partido, se burla cuando pasan los guardianes del templo del sudoeste: “La eterna carpa con las bandas, el foie-gras y el salchichón está un poco anticuado. No hay que limitarse a la cultura del sudoeste que, a pesar de todo, no representa a toda Francia.”
No obstante, Max Guazzini sigue apegado a algunas tradiciones. Desde su llegada en 1992, impone a los jugadores llevar la americana y la corbata oficiales del club. “No tolero ninguna falta de esmero. La tradición del rugby es americana y corbata y me parece muy bien. »
El club tardó unos diez años en encontrar finalmente su arraigo popular. El Stade jugó casi todos sus partidos en casa con el estadio lleno. Ante los límites del estadio Jean Bouin (aproximadamente 10.000 plazas), y siempre con el deseo de promocionar su club mientras espera un estadio más grande, Max Guazzini es cada vez más ambicioso. En abril de 2005, desea organizar un primer partido en el Parc des Princes, situado enfrente del estadio Jean-Bouin, con motivo de los cuartos de final de la Copa de Europa contra Newcastle. }. El éxito es rotundo: el partido se jugó con el estadio lleno (aproximadamente 48.000 espectadores).
Lógicamente, Max Guazzini quiere repetirlo con motivo de un partido de campeonato contra Toulouse y de un partido de Copa de Europa contra Leicester en otoño. Pero esta vez, los dirigentes del Paris Saint Germain se oponen, temiendo los daños que los jugadores de rugby podrían causar al césped. Max Guazzini, ofendido y afectado por la poca solidaridad del vecino, afirma que llenará el Estadio de Francia. Gracias a una agresiva estrategia comercial (la mitad de las plazas se propone a 5 o 10 €, se buscan patrocinadores) y a una comunicación eficaz, alcanza sus objetivos: el 15 de octubre de 2005, el Stade Français Paris batió el récord mundial de afluencia para un partido de campeonato de rugby 15 de temporada regular (79.502 espectadores). Lo repetirá tres veces: contra Biarritz (4 de marzo de 2006, 79.604 espectadores), después de nuevo contra Biarritz (14 de octubre de 2006, 79.619 espectadores) y por último contra Toulouse (27 de enero de 2007, 79.741 espectadores).
Más allá de la política de tarifas, el dispositivo de animación estaba muy reforzado en el Estadio de Francia: miles de banderas azules o rosas colocadas en los asientos, cantantes y músicos famosos (les Tambours du Bronx el 15 de octubre de 2005, Michel Delpech el 27 de enero de 2007), artistas de circo, karaoke gigante, desfile de niños de escuelas de rugby de la región parisina (27 de enero de 2007) llegada de la pelota cada vez diferente y espectacular, una vez llevada en un carro tirado por dos caballos (15 de octubre de 2005) y otra por Miss Francia 2006 emergiendo de un huevo gigante en el centro del campo (27 de enero de 2007), bailarinas del Moulin rouge, combates de catch, los Gipsy Kings (13 de mayo de 2007), fuegos artificiales después del encuentro etc. Cada partido es un pretexto para nuevas ideas originales.
Los detractores destacaban que no era difícil llenar el Estadio de Francia con una política de tarifas tan baja. Pierre Blayau, presidente del Paris Saint-Germain, que se negó a prestar el Parc des Princes en 2005, llegó a afirmar en esta ocasión: “Su comunicación [...] me parece un poco excesiva. [...] No sé cuántas peticiones habría tenido si se hubiera programado un PSG-Lyon con entradas a tres, cinco o siete euros. Quizás 400.000”7. Sin embargo, la nueva dirección del Paris Saint Germain aceptó acoger de nuevo al Stade Français con motivo de un partido de la Copa de Europa contra los Sale Sharks, el 10 de diciembre de 2006 (44.112 espectadores). En cuanto al partido de Copa de Europa contra Leicester, finalmente se jugó en el estadio Charléty. El estadio Rey Balduino de Bruselas y el estadio Félix Bollaert de Lens habían ofrecido sus servicios, pero el alcalde de París Bertrand Delanoë, muy cercano a Max Guazzini y proveedor de fondos del club, había puesto su veto, afirmando que el Stade Français Paris era un club parisino y, por tanto, tenía que jugar en París.
Desde 2004-2005, el Stade Français Paris jugó diez veces fuera del Jean Bouin en campeonato, de las cuales cinco en el Estadio de Francia y cuatro en el Parc des Princes, a las que se añaden la temporada 2010-2011 jugada casi en su totalidad en el estadio Charléty. Tres encuentros suplementarios deberían tener lugar en el Estadio de Francia durante la temporada 2007-08 contra Clermont-Ferrand, Toulouse y Biarritz. Sin embargo, estos partidos de gala no pueden organizarse más de dos o tres veces al año y no ocultan lo que, según Max Guazzini, es el principal problema del Stade Français Paris: la ausencia de un auténtico estadio dedicado exclusivamente al rugby, base indispensable para desarrollar seriamente el club acogiendo al público en condiciones de comodidad razonable. Max Guazzini hizo gestiones durante muchos años el ayuntamiento de París con este objetivo, afirmando que el club corría el riesgo de volver a descender a Pro D2 y amenazaba con dimitir si no obtenía resultados. Después de muchos debates y recursos, el 29 de marzo de 2010 el ayuntamiento de París aprobó definitivamente el proyecto de nuevo estadio. La licencia de obra se expidió el 12 de mayo y la destrucción del antiguo estadio comenzó al término de la temporada 2009/2010. Con una capacidad de 20.000 plazas, el nuevo Jean Bouin se inaugura el 30 de agosto de 2013 con una hermosa victoria (38-3) contra el Biarritz Olympique.
En abril de 2011, la revista le 10 Sport anunció la venta del club por su propietario Max Guazzini. En efecto, el club sufría graves problemas financieros, en particular debido a la declaración de quiebra de su concesionaria de publicidad y accionista minoritaria Sportys.

#### Era Thomas Savare
Animaciones del Stade français en el nuevo Jean Bouin (2014). En esta fecha, Thomas Savare, Director general del nuevo accionista, el grupo Oberthur Fiduciaire, asume la presidencia del club en lugar de Max Guazzini. Invierte 11 millones de euros en el club, se separa de Bernard Laporte y elige al ex tercera línea del club parisino Richard Pool-Jones como vicepresidente. Durante su campaña europea 2012-2013, el Stade Français Paris multiplicó las deslocalizaciones jugando los partidos de la Copa Desafío Europeo de Rugby en el Estadio Océane de Le Havre, en el MMArena de Le Mans y en el Estadio de Hainaut de Valenciennes. Además, el 30 de marzo de 2013 se disputó un encuentro de campeonato contra Toulon en el Estadio Pierre Mauroy de Lille. Durante los ejercicios siguientes, el Stade Français Paris siguió siendo regularmente deficitario, lo que obligó a su principal accionista a realizar importantes reinversiones Esta situación generó tensiones significativas dentro de la familia accionista de Oberthur Fiduciaire. En septiembre de 2014, las hermanas de Thomas Savare, Marie y Emmanuelle, también accionistas del grupo Oberthur Fiduciaire y en contra de esta inversión, decidieron oponerse en la prensa a la continuación de esta inversión, que consideraban sin finalidad económica y calificada de pozo sin fondo. Por su parte, Thomas Savare habla de una “inversión pasión” e indica que seguirá trabajando para que el club alcance la autofinanciación.

#### Fusión abortada con Racing 92
El lunes 13 de marzo de 2017, el presidente del club, Thomas Savare, anuncia el proyecto de fusión con el club vecino del Racing 92 para la temporada 2017-2018. Al día siguiente, después de reunirse, los jugadores del Stade Français Paris deciden presentar un preaviso de huelga durante un período ilimitado para pedir que se anule la fusión. Ya no participan en los entrenamientos ni en los partidos. Ante las grandes reticencias, los dos presidentes deciden renunciar al proyecto unos días después el 19 de marzo, Jacky Lorenzetti y después Thomas Savare dieron explicaciones uno tras otro en un comunicado.

#### Era Hans Peter Wild
El 14 de mayo de 2017, Thomas Savare anuncia su decisión de confiar el club de la capital al empresario suizo Dr. Hans-Peter Wild y entrega las llaves a su sucesor. La oferta del hombre de negocios suizo se prefirió a la propuesta realizada por exjugadores y un pool de inversores. El fundador de Capri-Sun, gran aficionado del rugby y enamorado de París, anuncia su deseo de estar a la cabeza del club parisino en el futuro. Desea hacer crecer el club, tanto al nivel nacional como internacional. Para llevar a cabo su proyecto, nombra a Hubert Patricot, expresidente de la división Europa de Coca-Cola Entreprise, Presidente del club y a Fabien Grobon Director general.

#### El proyecto deportivo
Desde la adquisición del club, el Dr. Wild encomienda Robert Mohr la tarea de iniciar el nuevo proyecto deportivo. A partir de la mitad de la temporada 2017-2018, que comenzó con los equipos y jugadores en plantilla o todavía disponibles en el mercado de fichajes, comienzan muchos cambios: el nuevo proyecto deportivo se construye a partir de abril alrededor de Heyneke Meyer, ex seleccionador del equipo de Sudáfrica, que se alía con los servicios de técnicos reconocidos del rugby (Pieter de Villiers, Mike Prendergast) y Paul O'Connell, segunda línea irlandés que sumaban 108 convocatorias con su selección. También refuerza la plantilla profesional con la llegada de nuevos miembros contratados para la temporada 2018-2019, entre los cuales los internacionales Gaël Fickou, Yoann Maestri o Nicolás Sánchez.
Bajo la dirección de Pascal Papé, exjugador del Stade Français Paris y excapitán de la Selección de rugby de Francia, el club adopta un enfoque transversal de la formación de los jóvenes y del desarrollo del grupo profesional (de 14 años a la reconversión: transversalidad de los equipos, puesta en común de experiencias, seguimiento en el tiempo). El recorrido de los jugadores se replantea para una búsqueda sistemática del resultado con más disciplina y exigencia a diario[cita requerida]. La preparación de la temporada 2018-2019 marca un cambio evidente en particular en la preparación física de los jugadores y la puesta en marcha de una nueva estrategia de juego para ganar[cita requerida].

### Reposicionamiento de la marca y nuevo logotipo
Otra tarea urgente del Dr. Wild era reposicionar la marca y replantearse el logotipo del club para marcar la transición y escribir un nuevo capítulo de su historia. Para materializar una historia de amor con la capital que duraba 135 años, a partir de ahora el Stade Français Paris añade la palabra “Paris” en el centro de su escudo del que conserva su forma. Se mantiene el color rosa, emblema de la diferencia asumida del club y de su creatividad, los relámpagos, importantes elementos de ADN del club, evolucionan y encarnan dinamismo y reconquista[cita requerida].
El nuevo proyecto deportivo y el nuevo logotipo son a la vez un homenaje al prestigioso pasado del club y una llamada a nuevas ambiciones: es la (R)evolución presentada en el estadio Jean-Bouin el 16 de mayo de 2018, fecha aniversario del primer título de campeón de Francia de la era Guazzini (en 1998, contra Perpiñán). Durante este evento, que reúne a varios miles de personas, se rinde homenaje a los exjugadores del Stade Français Paris en la introducción y se presentan las nuevas ambiciones del club para los siguientes 5 años[cita requerida].

## Identidad visual

### Colores, camiseta y escudo
El Stade français juega tradicionalmente de azul y rojo y los colores del CASG Paris son el azul celeste, el blanco y el azul marino. Después de la fusión entre las secciones de rugby de los dos clubes polideportivos, el nuevo club decidió adoptar los colores del Stade Français Paris, jugando con una camiseta azul y un pantalón corto rojo. En la década de 2000, los relámpagos de color rojo aparecieron en la camiseta azul antes de convertirse en una de las marcas que simbolizan el club. Posteriormente, el Stade Français Paris abandonó el rojo por el rosa jugando con un conjunto azul marino con bocamanga rosa y después con una camiseta rosa y un pantalón corto azul durante sus encuentros locales.
El 16 de mayo de 2018, con motivo del 20º aniversario del primer título de la era profesional y en el marco de su presentación al público (R)Évolution, se adoptó un nuevo logotipo.

## Jugadores destacados
- Periodo «Pre - Max Guazzini»: Jacques Chaban Delmas, Pierre Gauderman, P. do Rio Branco da Silva Paranhos, Roland Garros y Alban Moga.

### Década de 1990
- Franceses: Denis Charvet, Pieter de Villiers, Christophe Dominici, Jean-Baptiste Lafond, Marc Lièvremont y Olivier Roumat.
- Diego Domínguez (1997–2004): apertura titular y máximo anotador de la Azzurri.

### Década de 2000
- Franceses: Fabien Galthié (2001–2003, mejor jugador del Mundo en 2002) y David Skrela (2003–2008).
- Argentinos: Ignacio Corleto (2002–2009), Juan Martín Hernández (2003–2009), Agustín Pichot (2003–2009) y Rodrigo Roncero (2004–2012).
- Mike James (2000–2007).
- Italianos: Mauro Bergamasco (2003–2011) y Mirco Bergamasco (2003–2010).
- Pablo Lemoine (2000–2006).

### Década de 2010
- Felipe Contepomi (2011–2013): apertura titular
- Morné Steyn (2013–).
- Nicolás Sánchez (2018-)

## Palmarés

### Torneos Internacionales
- European Rugby Challenge Cup (1): 2016–17
- Subcampeón Copa de Campeones Europeos de Rugby (2): 2000-01, 2004-05
- Subcampeón European Challenge Cup (2): 2010–11, 2012–13

### Torneos Nacionales
- Top 14 (14): 1892-93, 1893-94, 1894-95, 1896-97, 1897-98, 1900-01, 1902-03, 1907-08, 1997-98, 1999-00. 2002-03, 2003-04, 2006-07, 2014-15
- Segunda División (1): 1995-96
- Desafío Yves du Manoir (1): 1999
- Subcampeón Top 14 (9): 1892, 1895-96, 1898-99, 1903-04, 1904-05, 1905-06, 1906-07, 1926-27, 2004-05